# Samarbete

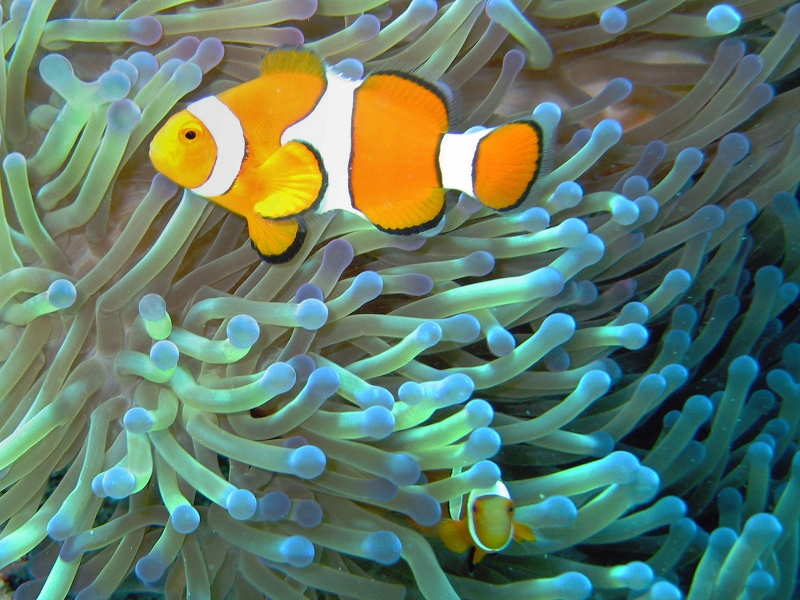
Många djurarter samarbetar med varandra i symbios. Ett exempel är clownfisken, som bor i tentaklerna på havsanemonen Heteractis magnifica. Havsnemonen ger clownfisken skydd från dess rovdjur, som inte tål sticken från havsanemonens tentakler, medan clownfisken försvarar havsanemonen från fjärilsfiskar, som äter havsanemoner.

Samarbete eller samverkan, ibland även kollaboration eller kooperation, är när två eller flera organismer, personer, grupper, organisationer eller länder med gemensamma ansträngningar och genom delning av kunskaper och resurser arbetar tillsammans för gemensam nytta, till skillnad från att konkurrera för egennytta. Många djur- och växtarter samarbetar såväl med artfränder som med individer av andra arter, vilket då kallas symbiosis (eller mutualism).
Samarbete kan ibland forma mer eller mindre permanenta enheter på olika nivåer: celldelar kan samarbeta så att cellen kan fortsätta leva, celler kan samarbeta för att exempelvis bygga upp multicellulära organismer eller ett immunförsvar, organismer kan forma familjer och städer, och nationer kan bilda multinationella organisationer, såsom FN eller Afrikanska unionen.

## Inom djurvärlden
förutom samarbete som ger direkta fördelar till båda aktörerna förekommer samarbete mellan djur mestadels mellan släktingar. Att ägna tid och resurser åt att hjälpa släktingar kan tyckas minska organismens chanser att överleva, men är ofta fördelaktigt på lång sikt. Eftersom släktingar delar gener, kan arbete för att öka släktingars överlevnad göra chansen större för att hjälparens genetiska drag ska överleva till framtida generationer, detta för att hjälparens gener så att säga hjälper sig själva i andra individer.

### Kin selection
En särskild form av samarbete är kin selection (släktskapsselektion), som kan definieras som "att man i första hand vill hjälpa den egna avkomman eller andra genetiskt besläktade", ofta för att öka chanserna för sin egen överlevnad.
Olika teorier har framförts för att förklara kin selection, inklusive "pay-to-stay" och "territory inheritance"-hypoteserna. "Pay-to-stay"-teorin handlar om att individer hjälper andra att sköta barn mot att de i gengäld får stanna på de förökande individernas revir. "Territory inheritance"-teorin går ut på att individer hjälper andra för att få ökad tillgång till fortplantningsplatser efter att de förökande individerna avlägsnat sig. Bägge hypoteserna verkar gå att belägga, åtminstone bland ciklidfiskar.
Studier på rödvargar stöder tidigare forskares hypoteser om att hjälpare får både direkta och senare fördelar från samarbete inom förökning. Hanvargar som stannar vid sina flockar under längre perioder efter födseln förlänger deras livslängd.

## Mellan människor
Samarbete hos människor sker till stor del av samma orsaker som samarbete hos andra djur: för direkt fördel, på grund av genetiskt släktskap och för utbyte av tjänster (reciprocitet). Människor samarbetar dock också som en signal för pålitlighet (indirekt reciprocitet), på grund av kulturell gruppselektion eller av kulturevolutionära skäl.
Språk gör att människor kan samarbeta på väldigt stor skala. Samarbeten kan exempelvis ske under lång tid, över stora avstånd eller med många komponenter. 
Individer kan samarbeta för ett större mål frivilligt, påtvingat eller oavsiktligt.
I situationer där direkt gengäld är mindre trolig spelar rykte och status stor roll för nivån på samarbete.

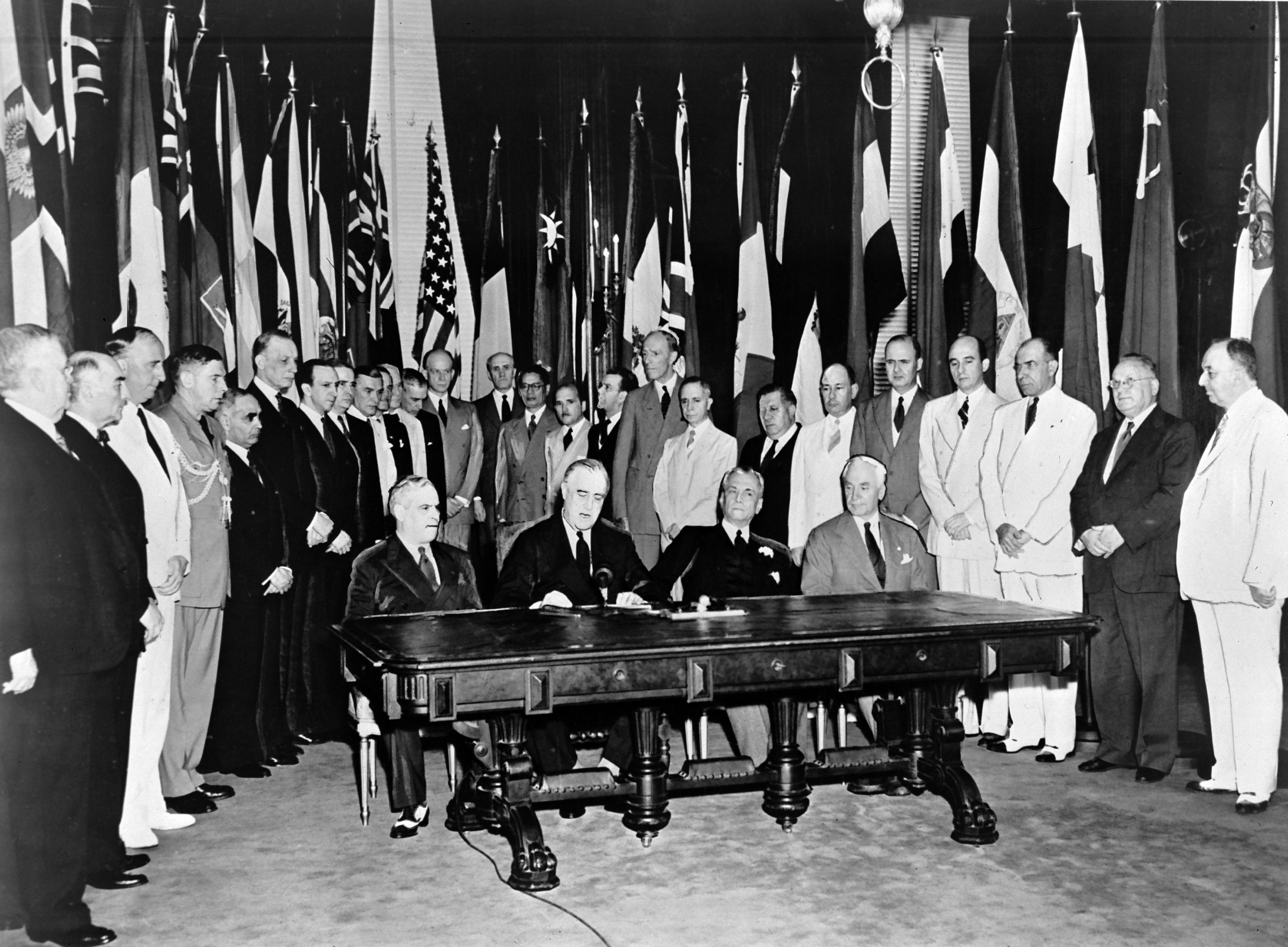
Representanter för de 26 allierade nationerna som stred mot axelmakterna möts den 1 januari 1942 i Washington, D.C. för att visa stitt stöd för Atlantdeklarationen genom att skriva under Deklarationen om de Förenta Nationerna. Det är den första gången termen Förenta Nationerna används officiellt. Både Nato och FN använder avtalet som en del i sin ursprungshistoria.

### Mellan grupper
Forskningen om kollektiv intelligens i organisationer har definierat termen mikrosystem som summan av löpande tillfällen där samarbete och koordinering mellan människor och grupper sker. En hög genomsnittlig kollektiv intelligens i en organisation kan leda till att resurser används mer effektivt, att mer genomtänkta planer utvecklas tillsammans och att verksamheten blir bättre på att förverkliga samarbetet i gemensamma uppgifter. Exempel på tillämpning av kollektiv intelligens i mikrosystem är metodiken för smart samarbete.  
Samarbete mellan grupper, organisationer eller länder kan vara bilateralt samarbete (samverkan mellan två parter) eller multilateralt (flera grupper går samman kring gemensamma mål). Längre samarbeten omgärdas ofta av administrativa delar, för att säkerställa att ett projekt genomförs inom en i förväg bestämd budgetram. 
Samarbeten sker till exempel mellan myndigheter och offentliga verksamheter inom samma land eller olika, mellan grupper av individer inom samma eller näraliggande yrken, mellan medlemmar inom samma sportlag, mellan akademiska organisationer över landgränser, mellan länder i ett specifikt område eller mellan organisationer på olika nivåer.
Särskilt uppmärksammade är samarbeten mellan politiska organisationer, såsom fackliga organisationer med politiska partier, politiska partier av olika åskådningar (till exempel den svenska alliansen, med början inför riksdagsvalet 2006, något som kan leda till blockpolitik, eller kortare koalitioner såsom Nils Edéns regering 1917-20 med liberaler och socialdemokrater) eller politiska organisationer med tidningar. Ibland används samarbete som ett negativt omdöme av politiska motståndare, då partier associeras med partier som inte är önskvärda.
Samarbeten mellan företag är styrda av särskilda lagar, för att exempelvis förhindra kartellbildning och uppmuntra konkurrens. "Horisontella samarbeten är samarbeten mellan (faktiska eller potentiella) konkurrenter. Vertikala samarbeten är samarbeten mellan företag i olika försäljningsled, t.ex. en leverantör och en återförsäljare." Medan vertikala samarbeten kan gynna konkurrens under vissa omständigheter är horisontella samarbeten allvarligare. Vissa samarbeten är dock inte otillåtna, särskilt om de gynnar konsumenterna.
Bland de samarbeten som har störst konsekvenser på flest människor finns de pakter, unioner och allianser som orsakat och/eller ingåtts i krigstid. Bland de mest omdiskuterade finns: de katolska staterna i Tysk-Romerska riket respektive de protestantiska under trettioåriga kriget, första världskrigets ententen och centralmakterna och andra världskrigets allierade och axelmakterna. Under fredstid finns andra samarbeten såsom Kalmarunionen (ca 1397-1523), Svensk-norska unionen (1814-1905) och Amerikas förenta stater.

### Spelteori
Mänskligt samarbete har testats genom flera experiment. 
Experimentet med fångarnas dilemma visar att även om alla medlemmar i en grupp skulle få fördelar av att alla samarbeta, kan individer föredra egna fördelar. Å andra sidan visar tester inom experimentell ekonomi att människor samarbetar mer än strikt självintresse skulle tillåta.
Ett skäl kan vara att om experimentet med fångarnas dilemma upprepas, straffas icke-samarbete hårdare medan samarbete belönas mer än enstaka omgångar av fångarnas dilemma skulle tyda på. Det har föreslagits att det är en av mekanismerna bakom komplexa känslor inom högre livsformer.
Viss forskning tyder på att rättvisa påverkar mänskligt samarbete. Individer är villiga att bestraffa andra även om det kostar dem själva, om de anser att de blivit orättvist behandlade. Sanfey, et al. undersökte 19 individer med magnetisk resonanstomograf medan de lät dem spela Ultimatum-spelet (där en spelare får en summa pengar och ska dela pengarna mellan sig och de andra, nästa spelare kan välja att acceptera eller avböja. I det senare fallet får ingen av spelarna några pengar.) Spelarna placerades mot mänskliga respektive datorstyrda spelare och visade större benägenhet att tacka nej till orättvisa erbjudanden från människor än från datorstyrda spelare.